# Ерих Клайбер
Ерих Кла̀йбер (на немски: Erich Kleiber) е германски и аржентински диригент, роден в Австрия. Неговият син, Карлос Клайбер, също е известен диригент.

## Биография
Ерих Клайбер е роден във Виена, по-късно учи в Прага. През 1923 г., след като дирижира вълнуващо изпълнение на Фиделио от Бетовен в Берлинската държавна опера, той става неин музикален директор.
Ерих Клайбер става известен със своите интерпретации на стандартния симфоничен и оперен репертоар, както и с представянето на нови и непознати творби. През 1925 г. той дирижира премиерата на операта „Воцек“ от Албан Берг. През 1934 г. Ерих Клайбер е жестоко освиркан от тълпа озверели националсоциалисти на премиерата на операта „Лулу“ от Албан Берг. Недоволни от тази модерна за техните уши музика, те започват яростно да крещят: „Хайл Моцарт!“. Когато операта „Лулу“ на Берг е заклеймена като изродена музика (Entartete Musik) от Нацистката партия, Клайбер, макар че не е евреин, подава оставката си от поста директор на Берлинската опера в знак на протест. Клайбер също така прекратява договора си с Ла Скала в Милано през април 1939 г., казвайки че „...[откакто] Ла Скала е затворена за евреи... едновременно като християнин и музикант, аз не мога повече да ѝ съдействам.“ (Цитатът е от „Бележки от чужбина“ в Musical Times, април, 1939)
По-късно той се премества в Буенос Айрес, където работи в „Театро Колон“ и става негов музикален директор. Там той дирижира германски оперен репертоар, особено творбите на Вагнер. Чрез престижността, която носи неговото име, той е способен да привлече в „Колон“ такива светила като Емануел Лист, Кирстен Флагстад, Виорика Урсулеац (в единствените нейни изяви в Америка) и Сет Сванхолм. Някои от неговите представления от този период са издадени на CD с различно качество, в зависимост от състоянието на оригиналния запис, който е бил направен. Ерих Клайбер взема аржентинско гражданство през 1938 г.
След Втората световна война Клайбер възобновява своята европейска дейност, отначало с Лондонския филхармоничен оркестър през 1948 г., а след това в Ковънт Гардън от 1950 до 1953 г. Приносът на Клайбер е от решаващо значение за следвоенното развитие на тази опера. Почти в края на кариерата му предлагат отново старата позиция на директор на Берлинската държавна опера, която тогава е в съветската окупационна зона на града. Той приема длъжността, но след като разбира, че комунистите не са му по вкуса не по-малко от нацистите, си подава оставката, без да е дирижирал никакво представление. Той става пътуващ диригент и никога повече няма постоянна длъжност.
Почива внезапно в Цюрих на 27 януари 1956 г., на възраст 65 години.
През август 2010 г. Берлин и Буенос Айрес отбелязват 120 години от рождението на Ерих Клайбер. През януари и ноември 2011 г. в София се отбелязват 55 години от смъртта на Ерих Клайбер.